# Malboro/Maliqueo
Malboro/Maliqueo ist eine Aldeia des Sucos Ailok (Verwaltungsamt Cristo Rei, Gemeinde Dili). 2015 lebten in Malboro/Maliqueo 266 Einwohner.

## Geographie
Malboro/Maliqueo liegt im Westen des Sucos Ailok. Nördlich liegt die Aldeia Culau Laletec und östlich und südöstlich die Aldeia Quituto. Im Westen grenzt Malboro/Maliqueo an die Sucos Lahane Oriental und Balibar.
Der Großteil der Häuser gruppieren sich entlang der regionalen Straße, die die Aldeia mit der Außenwelt verbindet. Der Ort Maliqueo liegt südlich des Zentrums der Aldeia.